# Shimozuma Rairyū
Shimozuma Rairyū est un nom japonais traditionnel ; le nom de famille (ou le nom d'école), Shimozuma, précède donc le prénom (ou le nom d'artiste).
Shimozuma Rairyū (下間頼竜) (1552–1609) est un moine gardien du Hongan-ji qui négocie la paix entre le temple et Oda Nobunaga. On sait que Rairyū apprécie beaucoup la cérémonie du thé japonaise et qu'il a invité un maître de thé, Tsuda Sōtatsu, à se joindre à lui à l'occasion d'une cérémonie.

## Source de la traduction
- (en) Cet article est partiellement ou en totalité issu de l’article de Wikipédia en anglais intitulé « Shimozuma Rairyū » (voir la liste des auteurs).